# Rapport Spaak
Le rapport Spaak est un rapport présenté le 6 mai 1956 aux six pays membres de la Communauté européenne du charbon et de l'acier qui négociaient de nouveaux accords pour approfondir leur coopération. Il préconisa la création de deux communautés : une pour le marché commun et l'autre pour l'énergie nucléaire. Ce rapport a été rédigé par un comité d'experts sous la présidence de l'homme d'État belge Paul-Henri Spaak.
L'auteur principal était Pierre Uri, un proche collaborateur de Jean Monnet et à l'époque directeur à la Communauté européenne du charbon et de l'acier. Il a travaillé avec Paul-Henri Spaak et avec l'autre expert, l'allemand Hans von der Groeben. Ce rapport a ensuite servi de base à la négociation intergouvernementale qui s'est déroulée entre l'automne 1956 et la signature des Traités de Rome le 25 mars 1957, créant la Communauté économique européenne et Euratom. Il n'a pas été repris intégralement mais a assez fortement influencé ces traités, à la fois sur le plan institutionnel (avec des institutions proches de celles de la Communauté européenne du charbon et de l'acier) et sur le plan économique (avec un marché commun très intégré, incluant des harmonisations législatives et des politiques communes).

## Sources
- [PDF]Le rapport Spaak